# ساندي وايت
ساندي وايت (بالإنجليزية: Sandy White)‏ هو لاعب كرة قدم بريطاني في مركز نصف الجناح، ولد في 3 نوفمبر 1950 في إسكتلندا في المملكة المتحدة. لعب مع دندي يونايتد.